# Vlag van Malta
De nationale vlag van Malta bevat twee verticale balken in de kleuren wit (hijskant) en rood. Volgens de traditie werden deze kleuren door graaf Rogier I van Sicilië aan Malta gegeven in 1091. Deze bewering is echter slechts een legende. De vlag werd op 21 september 1964 aangenomen.
Rood en wit zijn ook de kleuren van de Maltezer ridders. In de bovenhoek aan de hijskant is het George-kruis afgebeeld, een eersymbool dat op 15 april 1942 aan de volledige Maltese bevolking werd toegekend voor hun moed tijdens de Tweede Wereldoorlog. Tot 1964 stond het George-kruis in een blauw kanton afgebeeld.
De handelsvlag van Malta is rood met een wit Maltezer kruis in het midden en een witte zoom rondom de vlag. Het gebruik van een afzonderlijke handelsvlag heeft als doel verwarring met de seinvlag H te voorkomen, die wordt gehesen wanneer een schip een loods aan boord heeft. Deze vlag is vrijwel gelijk aan de Maltese vlag.

## Historische vlaggen van Malta
Tot 1964 was Malta een kroonkolonie van het Verenigd Koninkrijk. De vlag was vanaf 1875 gebaseerd op het Britse blauwe vaandel, met daarop het embleem van Malta, door de tijd heen in verschillende uitvoeringen.

? Vlag van de Kroonkolonie Malta (19e eeuw)
? Vlag van de Kroonkolonie Malta (1875–1898)
? Vlag van de Kroonkolonie Malta (1898–1923)
? Vlag van de Kroonkolonie Malta (1923–1943)
? Officieuze civiele vlag (-1943)
? Vlag van de Kroonkolonie Malta (1943–1964)
? Officieuze vlag van Malta (1943–1964)

### Gouverneursvlaggen

?Gouverneursvlag (1875 - ca. 1898)
?Gouverneursvlag (ca. 1898 - 1943)
?Gouverneursvlag (1943-1964)